# Engelmanniinae
Engelmanniinae (Steussy, 1977) è una sottotribù di piante spermatofite dicotiledoni appartenenti alla famiglia Asteraceae (sottofamiglia Asteroideae, tribù Heliantheae).

## Etimologia
Il nome della sottotribù deriva dal suo genere tipo (Engelmannia Torr. & A. Gray, 1840) il cui nome a sua volta deriva da George Engelmann (1809-1884), medico e botanico (di origine tedesca) di St. Louis.

Il nome scientifico della sottotribù è stato definito per la prima volta dal botanico contemporaneo Tod Falor Stuessy (1943-) nella pubblicazione "The biology and chemistry of the Compositae - 2: 645" del 1977.

## Descrizione
Le specie di questa sottotribù hanno un habitus erbaceo (annuale o perenne), raramente arbustivo.
Le foglie lungo il caule sono disposte sia in modo alternato che opposto. La lamina fogliare può avere una forma da ovata a oblunga, raramente obovata o sagittata; qualche volta può essere perfogliata. Il contorno può essere intero o pennatifido.
Le infiorescenze sono composte da capolini (radiati, raramente discoidi) solitari e terminali a volte con lunghi peduncoli. Se sono presenti più capolini le infiorescenze prendono la forma di cime panicolate aperte. I capolini sono formati da un involucro composto da diverse squame (o brattee) al cui interno un ricettacolo fa da base ai fiori di due tipi: quelli esterni del raggio e quelli più interni del disco. In genere l'involucro ha una forma emisferica, qualche volta campanulata. Le squame sono disposte su 2 - 4 serie; normalmente sono subuguali, qualche volta scalate in altezza; la forma va da ovata a suborbicolare (quasi circolare); la consistenza è erbacea, talvolta con le basi indurite. Il ricettacolo ha una forma da piatta a convessa.
I fiori sono tetraciclici (a cinque verticilli: calice – corolla – androceo – gineceo) e pentameri (ogni verticillo ha 5 elementi). I fiori del raggio sono femminili e fertili; raramente sono disposti su due serie. I tubi delle corolle dei fiori del disco hanno 5 lobi; sono ermafroditi o funzionalmente maschili; le corolle sono percorse da sottili o prominenti fasci vascolari, sono glabre o moderatamente pubescenti.
L'androceo è formato da 5 stami con filamenti liberi e antere parzialmente saldate in un manicotto circondante lo stilo. Le antere con debolmente calcarate, raramente hanno una coda. Le appendici delle antere sono dotate (o no) di tricomi ghiandolari.
Il gineceo ha un ovario uniloculare infero formato da due carpelli.. Lo stilo è unico e con due stigmi nella parte apicale; possiede inoltre due fasci vascolari. Gli stigmi possono essere fusi e filiformi; qualche volta sono presenti dei tricomi ghiandolari. Le linee stigmatiche sono marginali.
I frutti sono degli acheni con pappo. Gli acheni dei fiori del raggio sono obcompressi e nelle specie con i fiori del disco funzionalmente maschili sono associati con 2 - 4 fiori del disco. Gli acheni dei fiori del disco, se presenti, sono compressi e strettamente rombici. Il pappo è formato per lo più da due reste agli angoli dell'achenio associate con poche scaglie, alcune minute; il pappo può essere assente.

## Distribuzione e habitat
La distribuzione delle specie di questa sottotribù è esclusivamente americana. L'habitat è vario: dalle coste paludose, alle zone tropicali e subtropicali o alle regioni montuose.

## Tassonomia
La sottotribù comprende 8 generi e circa 63 specie.
| Genere                              | N. specie                                                | Distribuzione                                                  |
| ----------------------------------- | -------------------------------------------------------- | -------------------------------------------------------------- |
| Berlandiera DC., 1836               | 4 spp.                                                   | USA e Messico                                                  |
| Borrichia Adans., 1763              | 2 spp.                                                   | zone tropicali e subtropicali del Nord America, Caraibi e Perù |
| Chrysogonum L., 1753                | 1 sp. (C. virginianum L. )                               | USA (sud-orientale)                                            |
| Engelmannia Torr. & A. Gray, 1840   | 1 sp. (E. peristenia (Raf.) G.J. Goodman & C.A. Lawson ) | USA (sud-occidentale) e Messico                                |
| Lindheimera A. Gray & Engelm., 1846 | 1 sp. (L. texana (Raf.) G.J. Goodman & C.A. Lawson )     | USA (sud-occidentale) e Messico (settentrionale)               |
| Silphium L., 1753                   | circa 25 spp.                                            | USA e Canada                                                   |
| Vigethia W.A. Weber, 1943           | 1 sp. (V. mexicana L. )                                  | Messico (nord-orientale)                                       |
| Wyethia Nutt., 1834                 | 28 spp.                                                  | Nord America occidentale                                       |

Il numero cromosomico delle specie di questa sottotribù varia da 2n = 14 a 2n = 38.

Alcune checklist considerano la sottotribù Enceliinae sinonimo (e quindi inclusa) della sottotribù Ecliptinae Less.

### Filogenesi

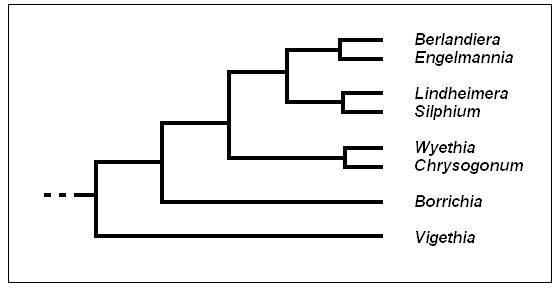
Cladogramma della sottotribù

Inizialmente la sottotribù venne circoscritta da Steussy (1977) con i seguenti generi: Berlandiera, Chrysogonum, Dugesia, Engelmannia, Lindheimera. In seguito venne dimostrata l'estraneità del genere Dugesia (ora nella sottotribù Dugesiinae) e viceversa si verificò la monofilia della sottotribù con l'aggiunta dei generi Silphium, Balsamorhiza, Borrichia, Vigethia, Wyethia. Con le ultime ricerche basate sull'analisi del DNA del cloroplasto è stata riscontrata la parafilia del genere Wyethia: il clade completo comprende anche il genere Balsamorhiza; quindi quest'ultimo gruppo è stato incluso in Wyethia come una sua sezione.

Il cladogramma a lato è stato tratto dal sito "Tree of Life web project" e aggiornato in base agli studi citati sopra.

### Chiave per i generi
Per meglio comprendere ed individuare i vari generi della sottotribù l'elenco seguente utilizza il sistema delle chiavi analitiche:
- Gruppo 1A: i fiori del disco sono ermafroditi;

- Gruppo 2A: le piante sono arbusti stoloniferi; le corolle dei fiori del disco hanno delle guaine fibrose continue sui bordi fino ai lobi; le pagliette del ricettacolo sono rigide, lignificate e aghiformi all'apice; la distribuzione delle specie è relativa alle coste paludose del Nord America, Caraibi e Perù;

genere Borrichia.
- Gruppo 2B: le piante sono delle erbe perenni o arbusti (raramente stoloniferi); le corolle dei fiori del disco hanno delle guaine fibrose ristrette fino alla gola; le pagliette del ricettacolo sono flessibili, non lignificate e non aghiformi all'apice; la distribuzione delle specie è relativa alle regioni montagnose del Nord America;

- Gruppo 3A: le piante sono arbusti con una distribuzione relativa al nord-orientale del Messico; le appendici delle antere (e il relativo tessuto connettivo) sono ricoperte di tricomi ghiandolari;

genere Vigethia.
- Gruppo 3B: le piante sono erbe perenni con una distribuzione relativa alla parte occidentale del Nord America; le appendici delle antere sono ricoperte di tricomi ghiandolari (non il tessuto connettivo);

genere Wyethia.
- Gruppo 1B: i fiori del disco sono funzionalmente maschili;

- Gruppo 4A: i capolini sono provvisti di due serie di fiori raggianti; gli acheni dei fiori del raggio non sono associati con 2 - 4 fiori del disco adiacenti;

genere Silphium.
- Gruppo 4B: i capolini sono provvisti di una serie di fiori raggianti; gli acheni dei fiori del raggio sono associati con 2 - 4 fiori del disco adiacenti;

- Gruppo 5A: la disposizione delle foglie lungo il caule è opposta;

genere Chrysogonum.
- Gruppo 5B: la disposizione delle foglie lungo il caule è alterna;

- Gruppo 6A: la lamina delle foglie ha un contorno intero a forma ovata, rombica o a forma di cazzuola (raranente è trilobata):

- Gruppo 7A: le squame dell'involucro hanno una forma suborbicolare; lo stilo possiede dei tricomi ghiandolari;

genere Berlandiera.
- Gruppo 7B: le squame dell'involucro hanno una forma ovata; lo stilo è privo di tricomi ghiandolari;

genere Lindheimera.
- Gruppo 6B: la lamina delle foglie ha una forma pennata o lirata;

- Gruppo 8A: le corolle dei fiori del disco sono colorate di rosso; le corolle dei fiori del raggio sono venate di verde o rossiccio; le serie più esterne delle squame dell'involucro hanno una forma suborbicolare; la superficie delle foglie è verde-opaca;

genere Berlandiera.
- Gruppo 8B: le corolle dei fiori del disco sono colorate di giallo;  le corolle dei fiori del raggio sono venate di giallo; le serie più esterne delle squame dell'involucro hanno una forma strettamente ovata; la superficie delle foglie è verde-brillante;

genere Engelmannia.

## Alcune specie

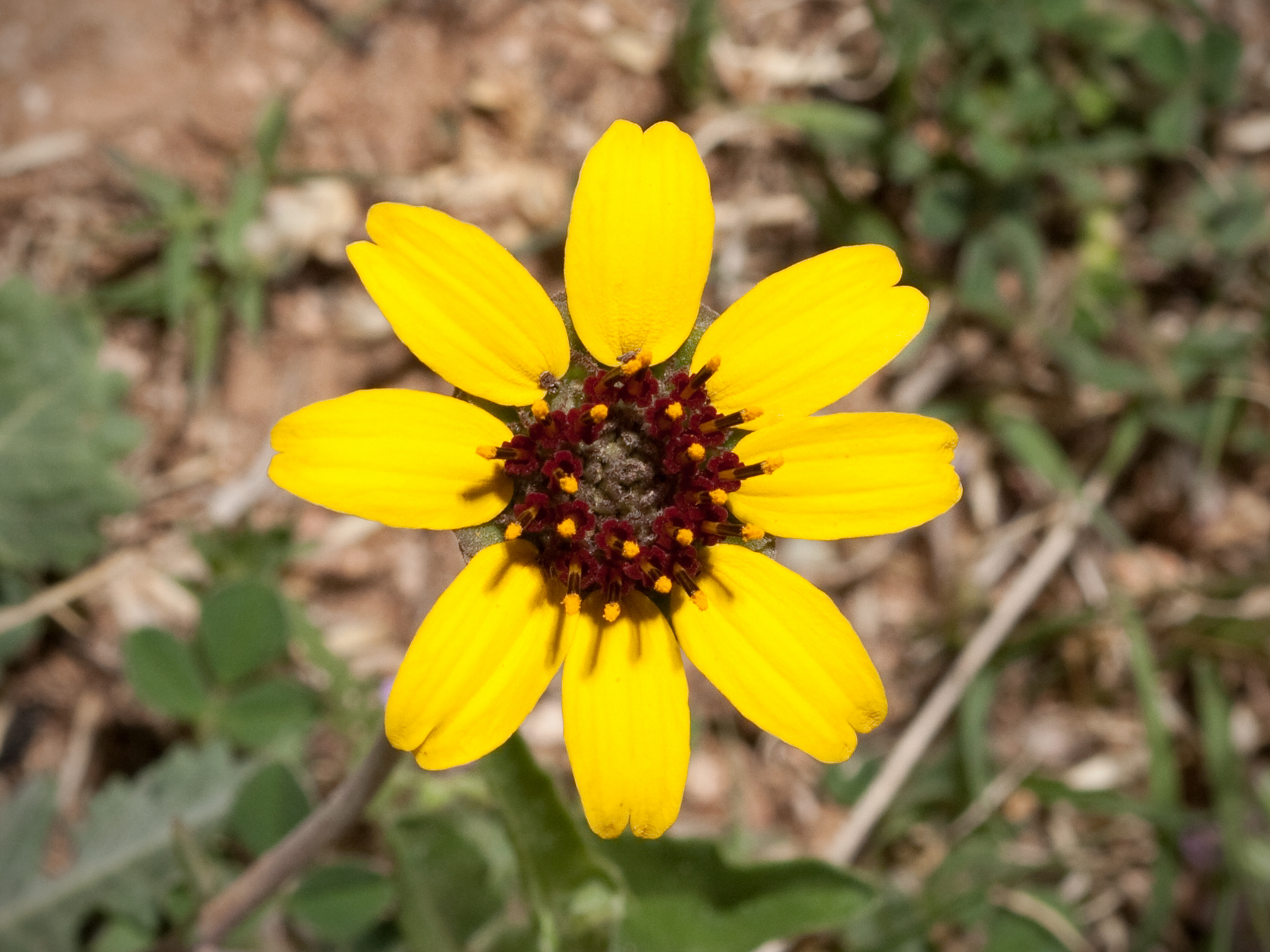
Berlandiera lyrata
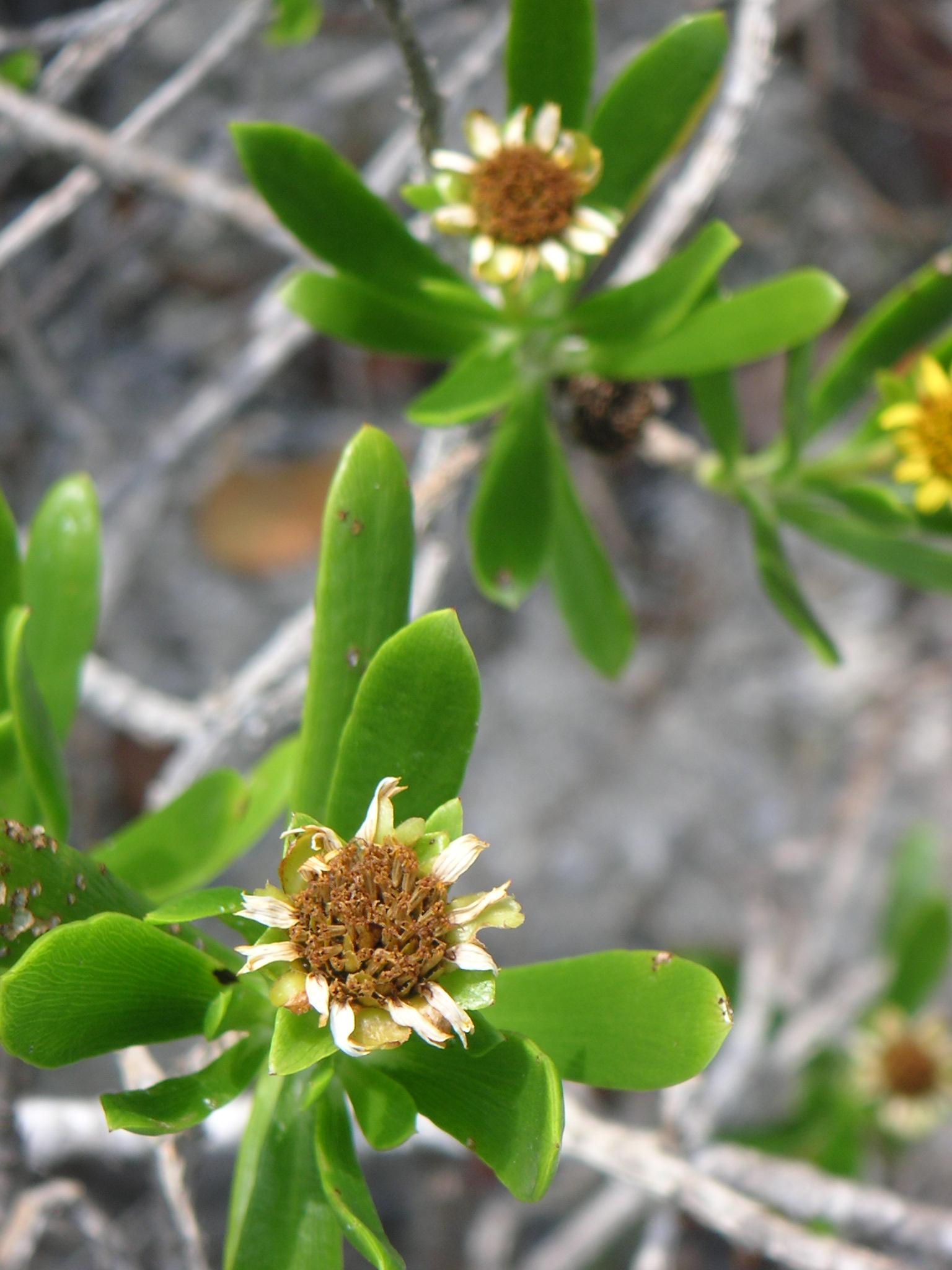
Borrichia arborescens
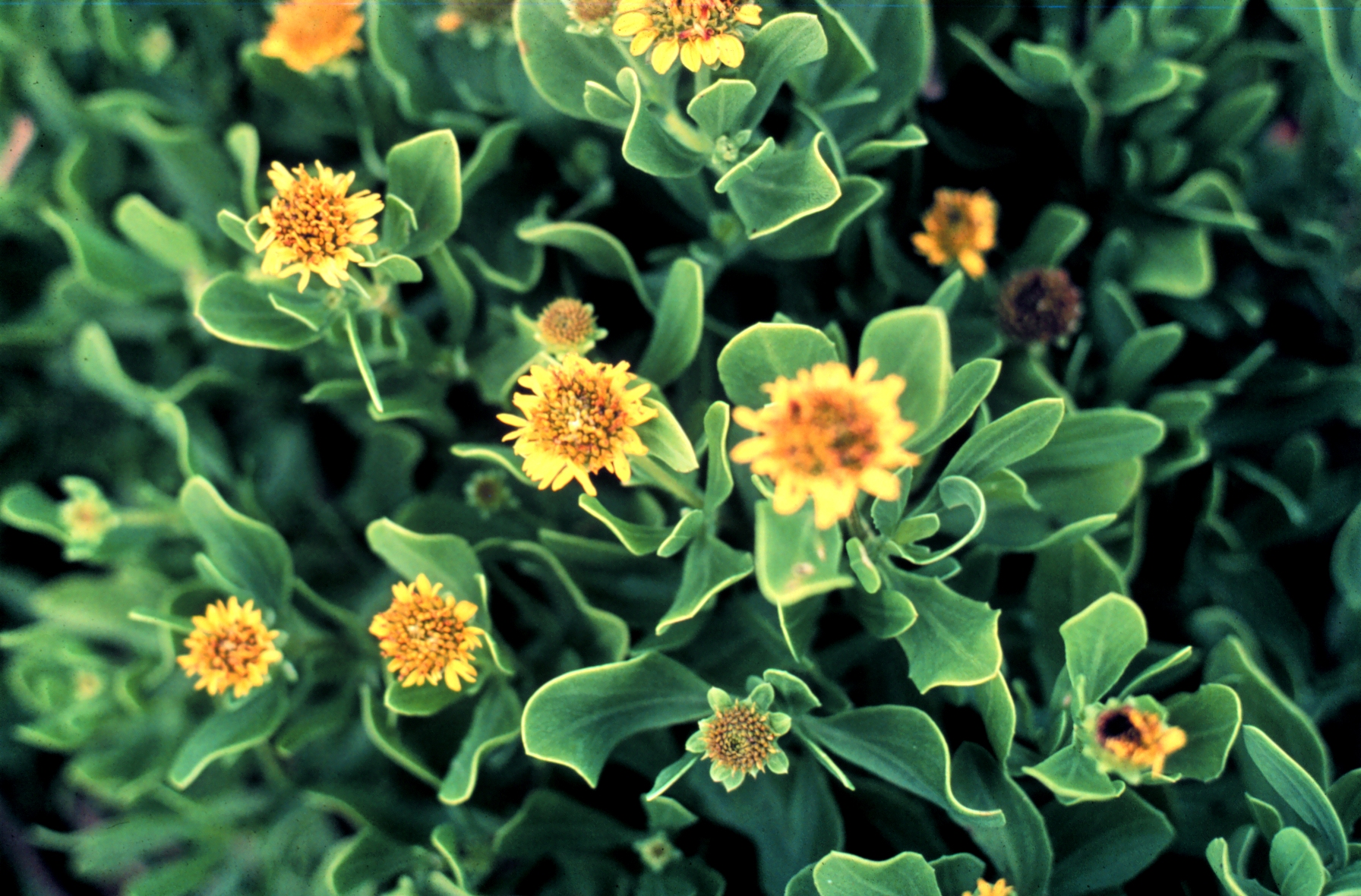
Borrichia frutescens
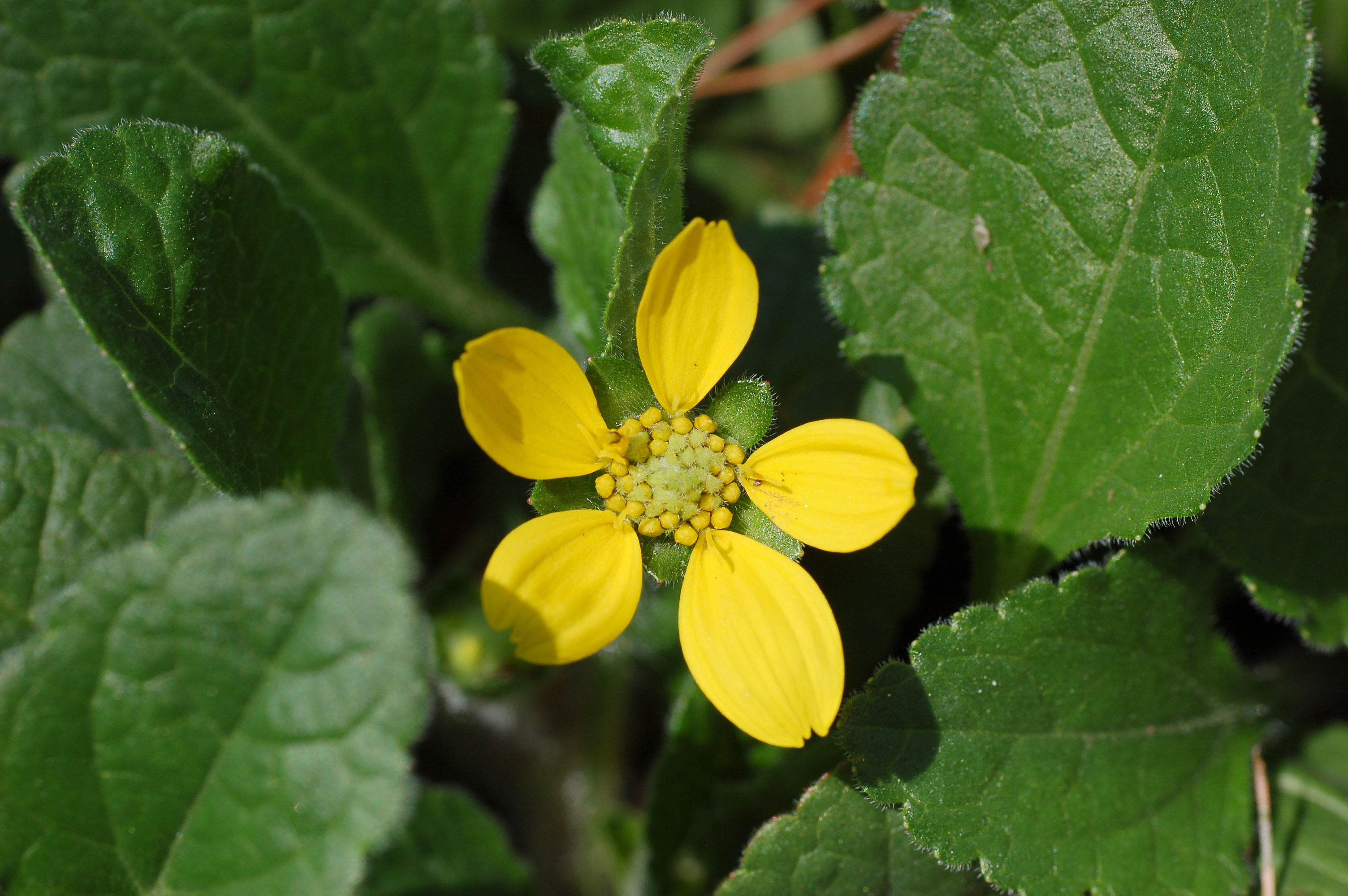
Chrysogonum virginianum
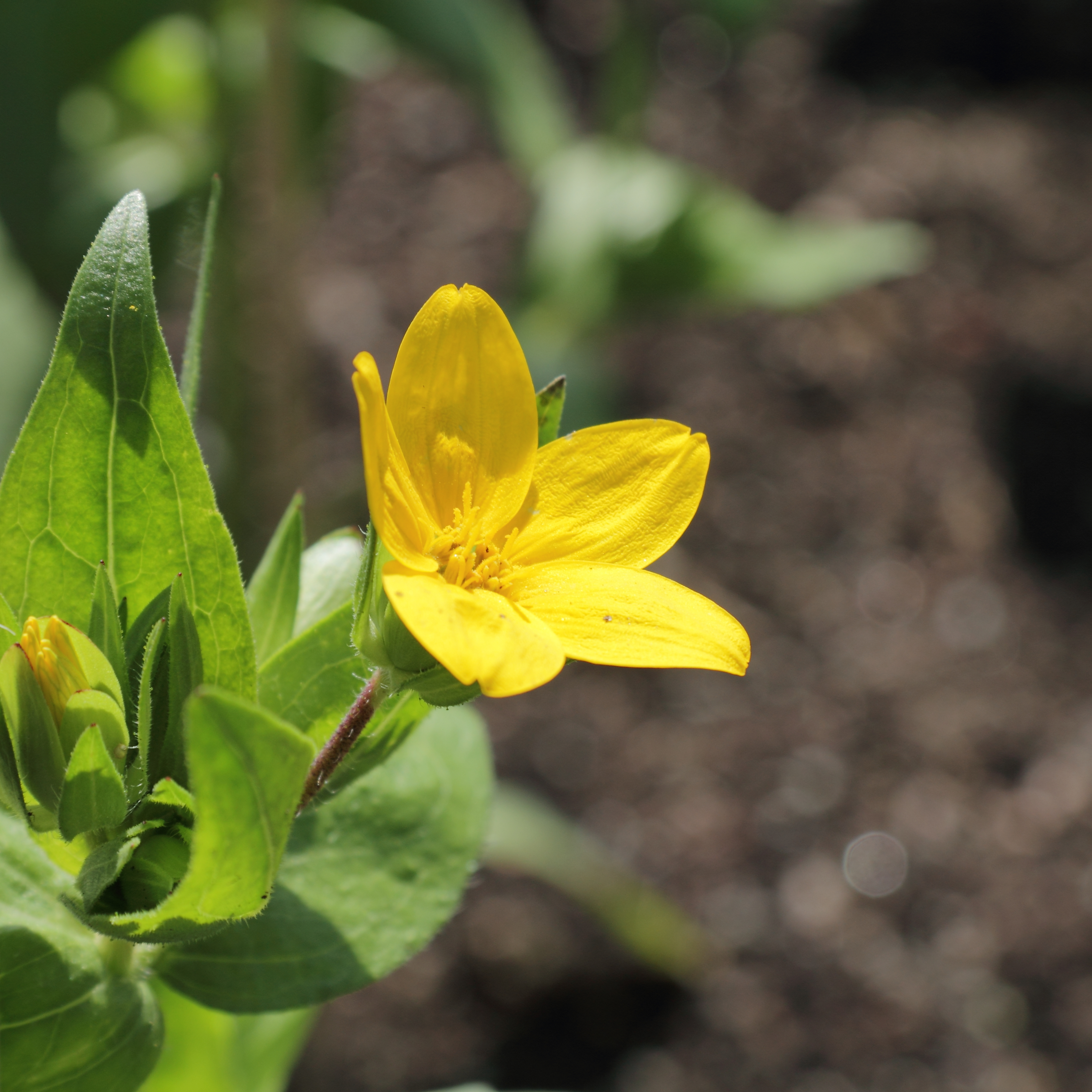
Lindheimera texana
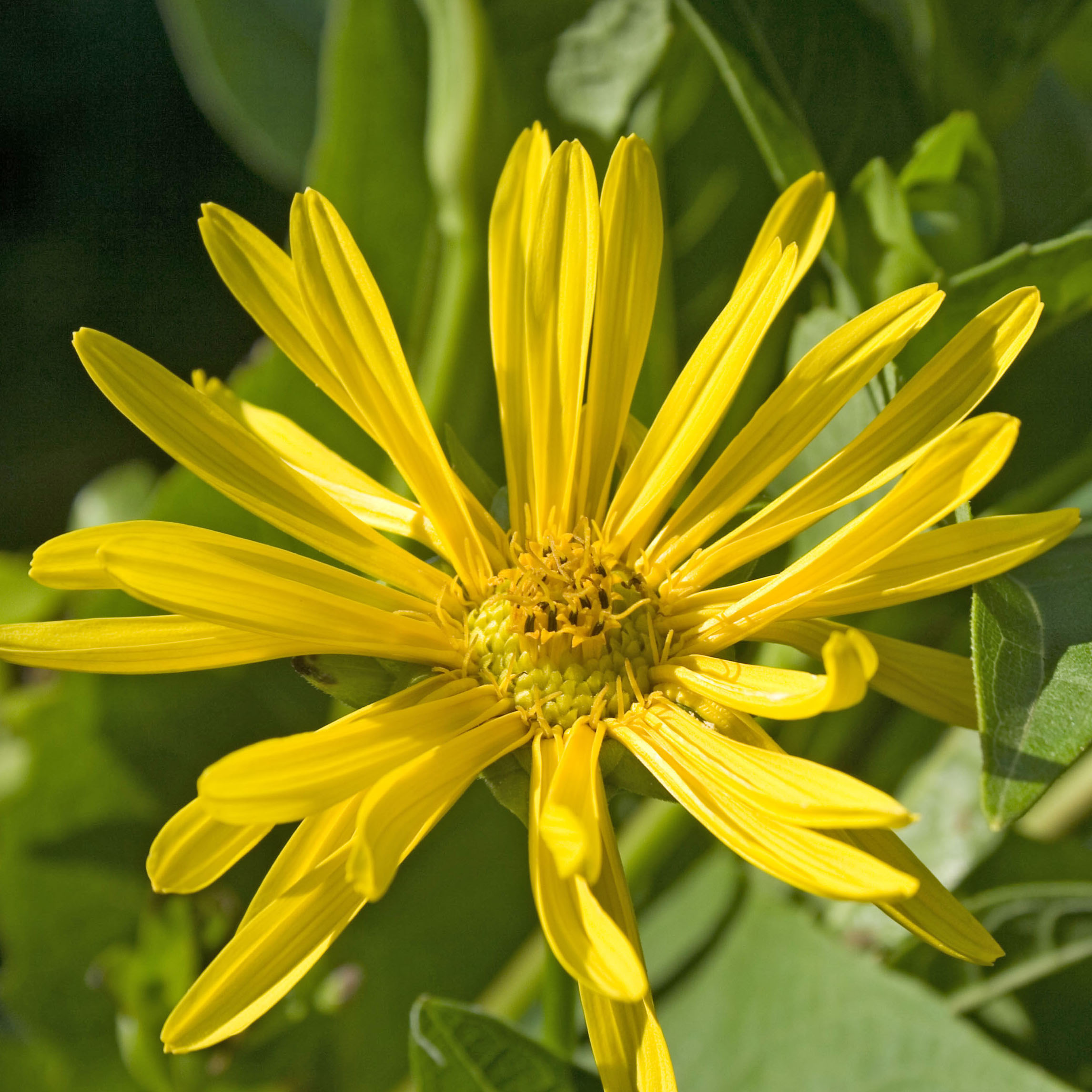
Silphium perfoliatum
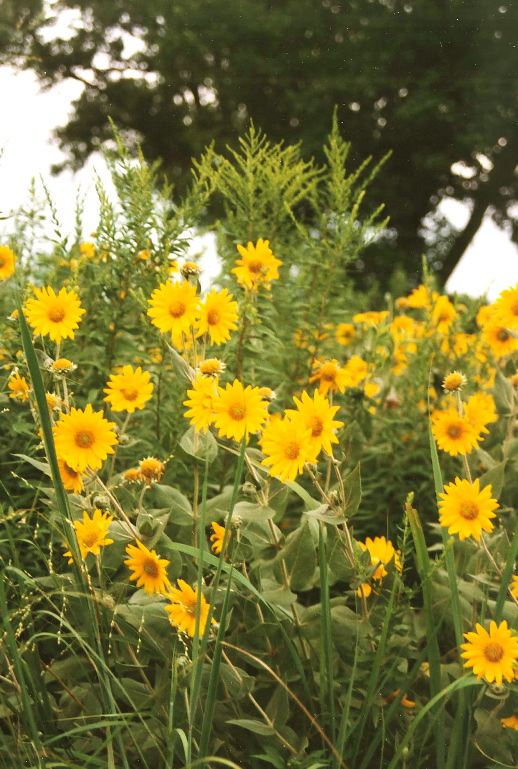
Silphium laciniatum
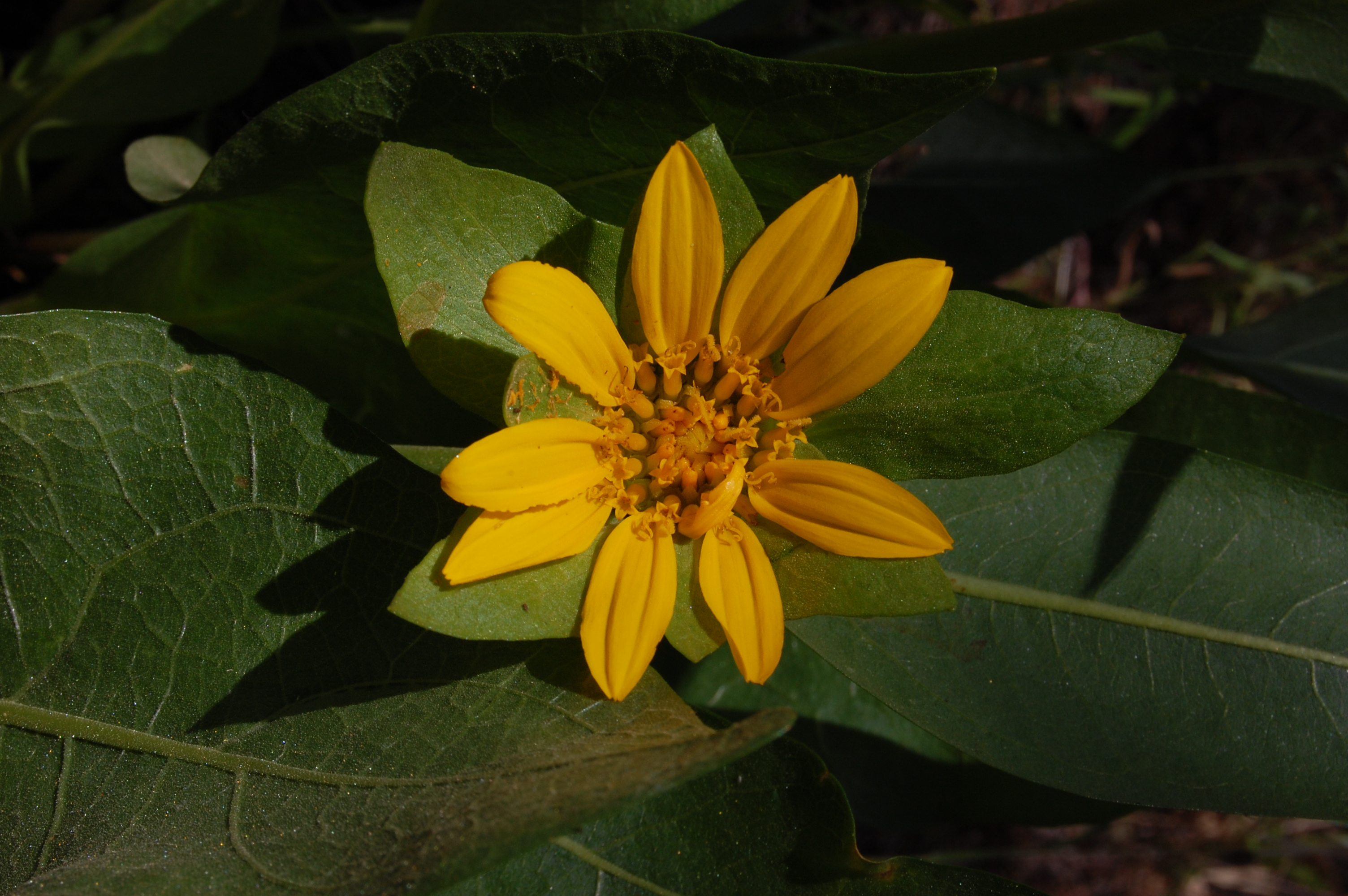
Wyethia glabra
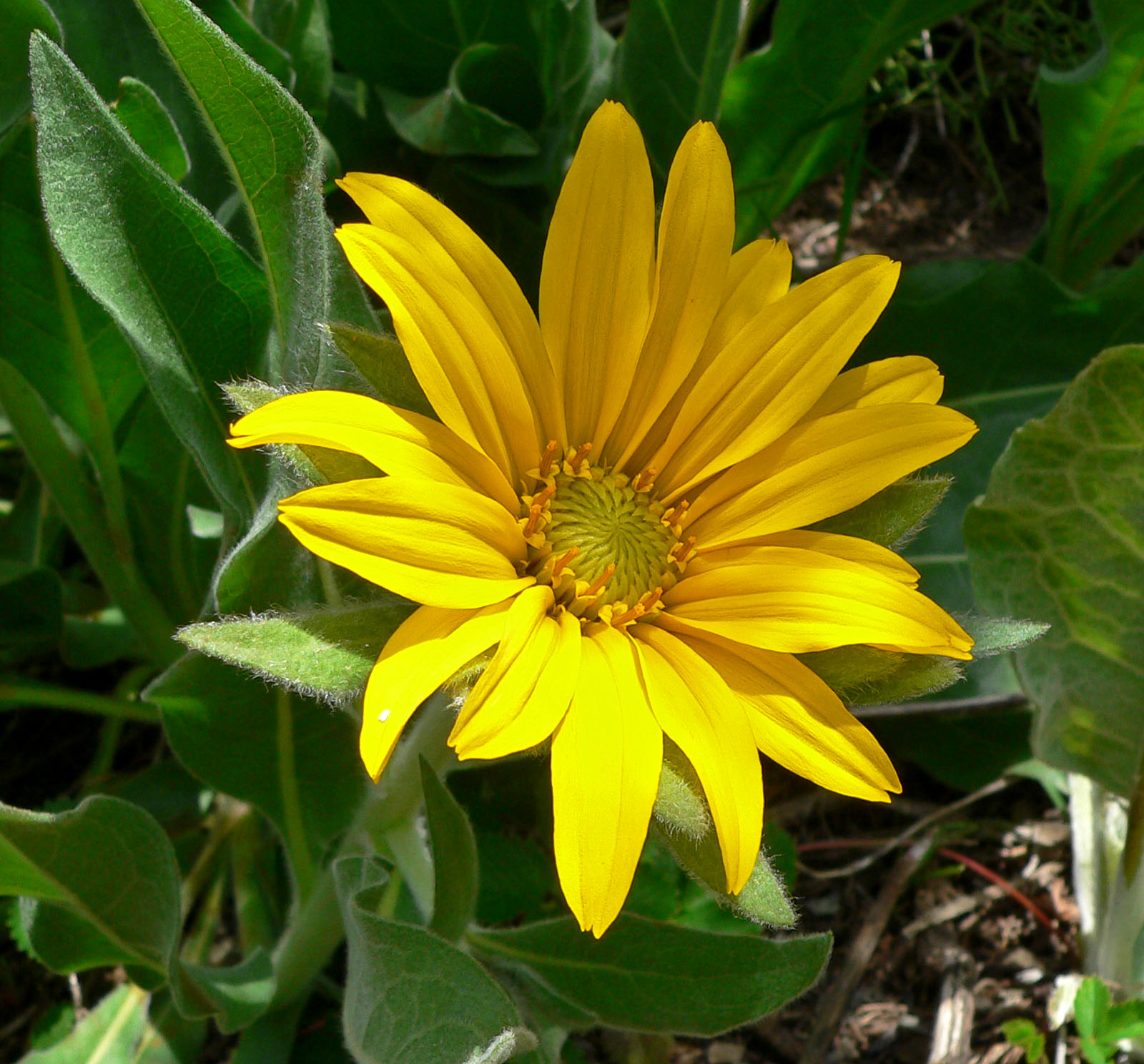
Wyethia helenioides
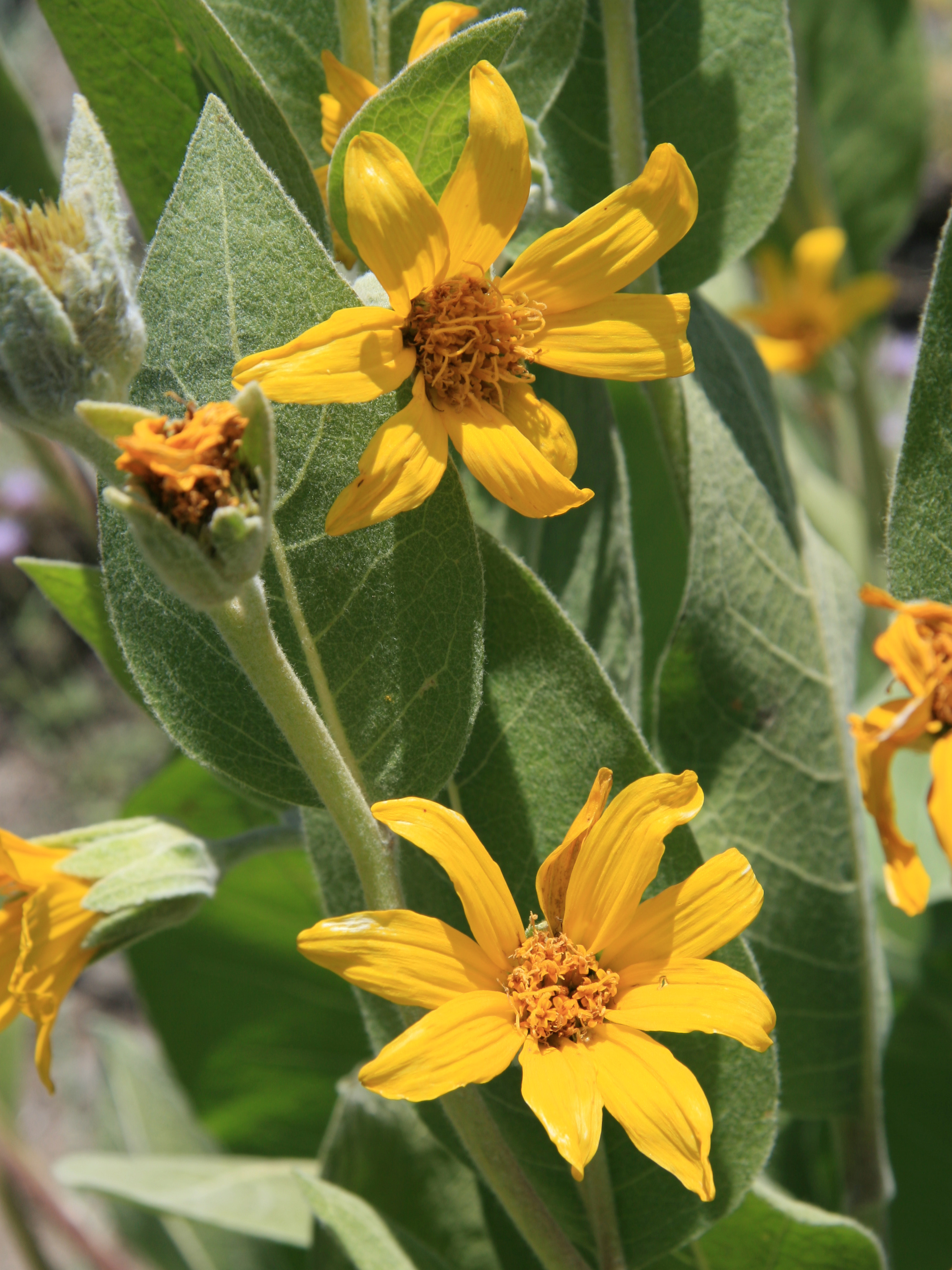
Wyethia mollis